# Abuna (rzeka)
Abuna (hiszp. Río Abuná, port. Rio Abunã) – rzeka w Boliwii i Brazylii, źródłowa rzeka Amazonki. Ma około 320 km długości, płynie w kierunku północno-wschodnim przez lasy deszczowe. Stanowi naturalną północną granicę Boliwii z Brazylią. Uchodzi do rzeki Madeira, która jest dopływem Amazonki. Główne produkty handlowe w słabo zaludnionym regionie rzeki to kauczuk, orzechy brazylijskie, chinina i inne użytki leśne.